# Valle dei Mulini (Gragnano)
La Valle dei Mulini è una valle dei Monti Lattari, ubicata nel territorio del comune di Gragnano, dove per circa seicento anni sono stati attivi numerosi mulini, che, sfruttando le acque del torrente Vernotico, producevano farina e, in minima quantità, pasta.

## Storia e descrizione

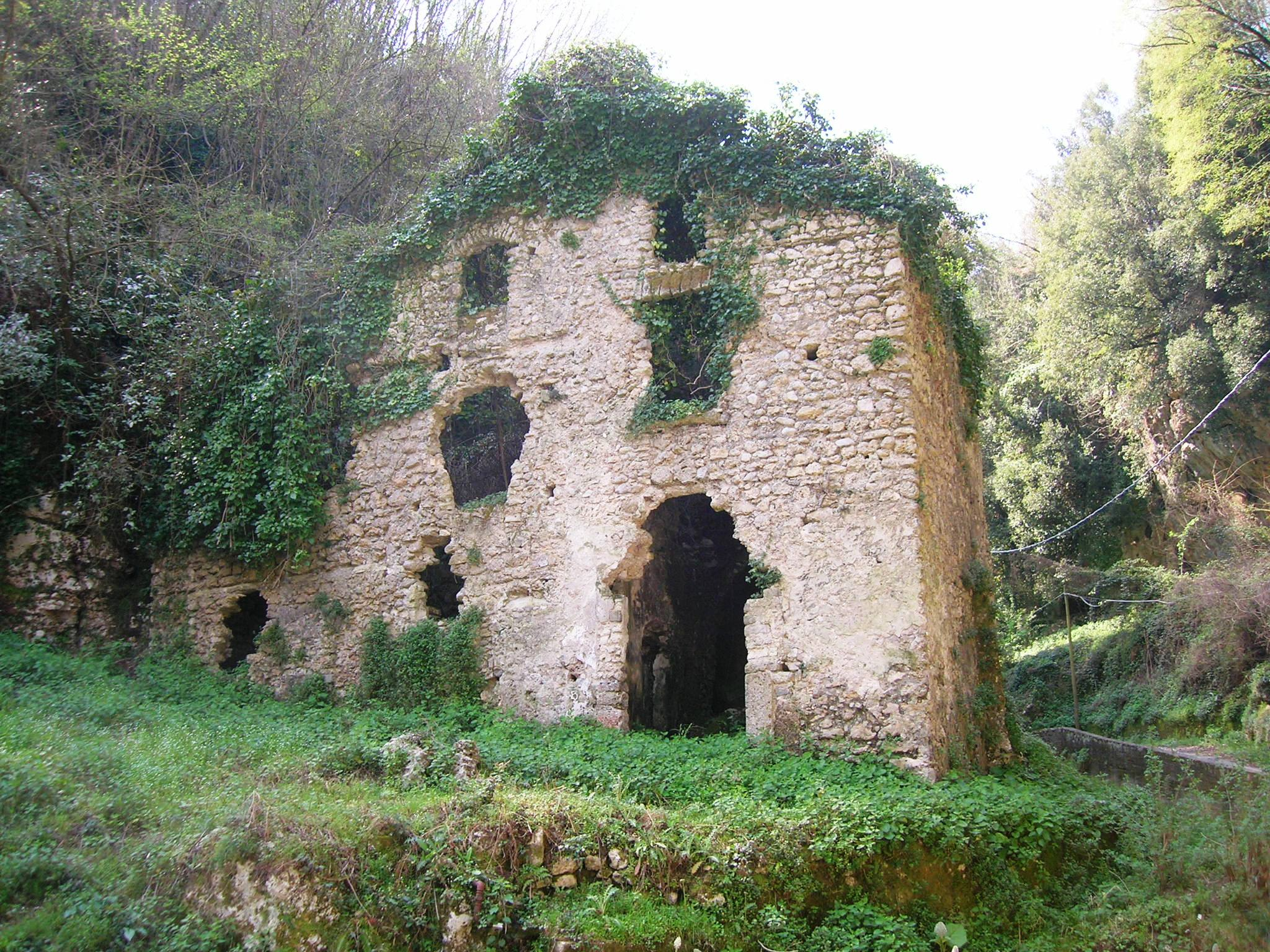
Un mulino

Nella seconda metà del XIII secolo, in particolar modo tra il 1266 ed il 1272, per aumentare la produzione di farina, fu data la concessione di costruzione di alcuni mulini, in una valle nei pressi del piccolo borgo di Gragnano, dominato dall'omonimo castello, lungo una mulattiera che congiungeva Castellammare di Stabia con Amalfi: tali mulini sfruttavano le acque del torrente Vernotico, alimentato dalle sorgenti della Forma. Oltre alla presenza di acqua, che assicurava il funzionamento degli impianti anche quando quelli presenti nella Valle dei Mulini di Amalfi erano impraticabili per siccità, i mulini godettero di ottima fortuna per la vicinanza con il mare: il porto di Castellammare di Stabia era infatti il luogo dove arrivava il grano e da dove veniva esportato il prodotto finito. Con il passare degli anni la Valle dei Mulini e la sua attività divennero la principale fonte di sostentamento per sfamare la città di Napoli ed i suoi dintorni: proprio per la sua importanza la zona fu coinvolta nella rivolta di Masaniello nel 1647 e da diversi attacchi da parte dei francesi. L'apice dell'attività fu raggiunto durante il XVIII secolo, quando i quasi trenta mulini, appartenenti a diverse famiglie, come i Quiroga, gli Scola o alla chiesa, macinavano oltre un milione e centomila quintali di grano all'anno. A partire dalla metà del XIX secolo, la nuova industria della pasta, che utilizzava farina di grano duro, soppiantò i mulini, che invece realizzavano farina di grano tenero: nel 1859 infatti in città si contavano già novantuno pastifici contro i ventotto mulini; ad aggravare maggiormente la situazione, fu un'imposta del 1869 che imponeva il pagamento di una quota a seconda del numero di giri della macina. L'attività cessò definitivamente intorno agli anni quaranta del XX secolo ed i mulini, abbandonati, furono in parte ricoperti dalla vegetazione: la loro particolare architettura ne fa un interessante esempio di archeologia industriale ed a partire dall'inizio degli anni 2000 l'intera valle è diventata oggetto di visite turistiche, anche in notturna, grazie all'illuminazione delle strutture.
I mulini di Gragnano si differenziavo da quelli fluviali per la presenza di ruote verticali e non orizzontali, un sistema messo a punto dagli Amalfitani, questo perché il Vernotico era un torrente che aveva un flusso non costante: l'acqua quindi dopo essere stata canalizzata veniva accumulata in una torre e quindi la pressione esercitata e l'energia cinetica permettevano di far muovere la macina; sovente esisteva anche un'altra torre che fungeva da volano. Il grano veniva poi macinato da due ruote in pietra e la farina ottenuta cadeva direttamente nei sacchi, tramite scanalature: la farina inoltre era di ottima qualità, mantenendo intatte tutte le proprietà organolettiche, grazie alla bassa velocità del movimento delle macine e del conseguente scarso surriscaldamento.